# Caribezomus laurae
Genre
Espèce
Caribezomus laurae, unique représentant du genre Caribezomus , est une espèce de schizomides de la famille des Hubbardiidae.

## Distribution
Cette espèce est endémique de Jamaïque. Elle se rencontre dans la grotte Drip Cave dans la paroisse de Trelawny et dans la grotte Ken Connell Hole dans la Paroisse de Saint Ann.

## Description
Le mâle holotype mesure 3,65 mm et la femelle paratype 4,5 mm, les mâles mesurent de 3,55 à 3,85 mm.

## Étymologie
Cette espèce est nommée en l'honneur de Laura Leibensperger.

## Publication originale
- Armas, 2011 : Género nuevo de Hubbardiidae (Arachnida: Schizomida) para Jamaica. Solenodon, vol. 9, p. 12-19, (texte intégral).